# Gustav von Hirschheydt (Dichter)
Robert Heinrich Gustav von Hirschheydt (* 27. Novemberjul. / 9. Dezember 1853greg. in Walk; † 16. Februar 1934 in Riga) war ein deutschbaltischer Dichter und Jurist.

## Leben
Gustav von Hirschheydt stammte aus der livländischen Linie des ursprünglich fränkischen Adelsgeschlechts von Hirschheydt. Sein Vater war Robert von Hirscheydt; seine Mutter Auguste, geb. von Tideböhl.
Er besuchte 1867/68 das Gymnasium Dorpat  und dann das Gouvernements-Gymnasium in Riga. An der Kaiserlichen Universität Dorpat studierte er von 1873 bis 1878 Philologie und Rechtswissenschaften. Hier wurde er Mitglied der Livonia Dorpat.
Von 1878 bis 1889 war er als Hofgerichtsadvokat in Walk tätig, ab 1883 auch als Notar. Von 1889 bis 1917 war er Sekretär der Wenden-Walkschen Adligen Waisenbehörde. Hirschheydt war Mitglied im Deutschen Verein und ab 1912 Vizepräses des Vereins im Gouvernement Livland. 1918 wurde er nach Jekaterinburg verschleppt. Ab 1919 war er als Rechtsanwalt und Dichter in Riga tätig. Sein anlässlich der Revolution 1905 geschriebener trotzig-kämpferischer Baltensang „wurde zum Volkslied“.
Er war seit 1878 verheiratet mit seiner Cousine Louise Sophie Anna Julie, geb. von Hirschheydt (1854–1923).

## Werke
- Baltische Balladen und ausgewählte Gedichte. Riga 1934[2]
- Gedichte. Riga 1936[2]